# Árpádhalom
Árpádhalom è un comune dell'Ungheria di 602 abitanti (dati 2001). È situato nella contea di Csongrád-Csanád.